# Famille d'Arc
Pour les articles homonymes, voir D'Arc.
 (décembre 2023).
La famille d'Arc ou d'Arc du Lys est une famille éteinte de la noblesse française originaire de Lorraine, illustrée par Jeanne d'Arc. Elle est connue depuis le mariage de Jacques d'Arc en 1405, a été anoblie en 1429 et s'est éteinte en 1493.
Quelques familles prétendent descendre en ligne féminine de la famille d’Arc, mais ce rattachement n’est pas prouvé.

## Filiation
- Jacques d'Arc (1380-1440), père de Jeanne d'Arc, marié à Isabelle Romée
  - Jean d'Arc, frère et compagnon d'arme de Jeanne d'Arc,
    - Marguerite du Lys, mariée avec Antoine de Brunet dont postérité,

  - Jacquemin d'Arc,
    - Pierret,
    - Jehanne, mariée avec Jehan dont postérité,

  - Catherine d'Arc,
  - Jeanne d'Arc (1412-1431), héroïne française de la guerre de Cent Ans,
  - Pierre d'Arc (1408-1473), frère et compagnon d'arme de Jeanne d'Arc,
    - Jean du Lys (v. 1430-1493),
      - Jean du Lys, dit le Picard ( -1540),
        - Michel du Lys ( -1562),
          - Charles du Lys (1559-1632).

## Armes
- Jeanne d'Arc : « D'azur à une épée d'argent la pointe en haut férue en une couronne et accostée de 2 fleurs de lys d'or. »
- D'Arc du Lys (armes données avec ce surnom par Charles VII aux frères de Jeanne d'Arc) « D’azur à une épée d’argent le manche d’or, posée en pal, surmontée d’une couronne royale, flanquée de deux fleurs de lys d’or ».